# Proechimys poliopus
Proechimys poliopus is een zoogdier uit de familie van de stekelratten (Echimyidae). De wetenschappelijke naam van de soort werd voor het eerst geldig gepubliceerd door Osgood in 1914.